# Cranfills Gap (Teksas)
Cranfills Gap je grad u američkoj saveznoj državi Teksas. Prema popisu stanovništva iz 2010. u njemu je živjelo 281 stanovnika.